# Inhalant
Un inhalant és una substància volàtil que produeix vapors químics que poden ser inhalats per provocar un efecte psicoactiu o un estat d'alteració mental.
Tot i que altres substàncies poden ser inhalades, el terme  inhalants  es pot utilitzar per descriure una varietat de substàncies la característica comuna és que poques vegades o mai són usades per una altra ruta que no sigui per la d'inhalació. Aquesta definició abasta una àmplia gamma de químics trobats en centenars de productes diferents que poden tenir diversos efectes farmacològics. Com a resultat, és difícil aconseguir una classificació precisa dels inhalants. Un sistema de classificació nomena quatre categories generals de inhalants, és com
dissolvents volàtils, aerosols, gasos i nitritos- basant-se en la forma en què aquests sovint es troben en els productes domèstics, industrials i mèdics. Les persones que consumeixen aquest tipus de drogues corren especialment el risc de morir a causa de certs riscos que presenta el consum d'aquestes substàncies. Hi ha tres formes "bàsiques" de consumir-(inhalándolas, escalfant-o posant directament el producte en un recipient).

## Dissolvents volàtils

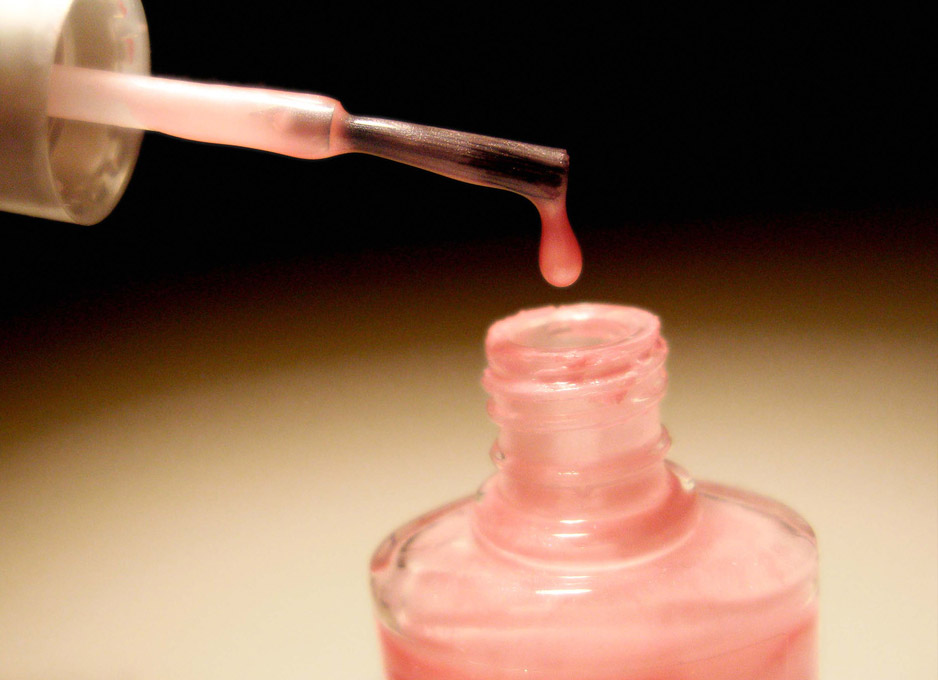
Laca d'ungles, un inhalant

Els dissolvents volàtils són líquids que es vaporitzen a temperatures ambientals. Es troben en una varietat de productes econòmics i fàcilment poden obtindre, d'ús comú domèstic i industrial. Aquests inclouen els diluents i removedor de pintures, líquids per rentat en sec, treu-greixos, benzines, coles, líquids correctors i els líquids dels retoladors amb punta de feltre.

### Adhesiu de neoprè
La cola de neoprè és un inhalant ben conegut, amb efectes que van des d'una intoxicació similar a l'alcohol i una intensa eufòria fins a una al·lucinació viva, segons la substància i dosi. Alguns usuaris d'inhalants es lesionen a causa dels efectes nocius dels dissolvents o gasos o per altres productes químics que s'utilitzen en els productes que inhalen. Com passa amb qualsevol droga recreativa, els usuaris poden resultar ferits a causa d'un comportament perillós mentre estan intoxicats, com ara conduir sota la influència. En alguns casos, els usuaris han mort per  hipòxia (manca d'oxigen), pneumònia, insuficiència cardíaca o aturada, o aspiració de vòmit. El dany cerebral normalment es veu amb l'ús crònic a llarg termini de dissolvents en lloc de l'exposició a curt termini.
Tot i que els adhesius de contacte són legals, hi ha hagut accions legals en algunes jurisdiccions per limitar l'accés dels menors. Tot i que la cola solvent és normalment un producte legal, un tribunal escocès ha dictaminat que subministrar cola als nens és il·legal si la botiga sap que els nens tenen intenció d'abusar de la cola. Als Estats Units, trenta-vuit dels 50 estats han promulgat lleis que fan que diversos inhalants no estiguin disponibles per a menors de 18 anys o que facin il·legal l'ús d'inhalants

## Aerosols
Els aerosols són ruixadors que contenen propulsors i dissolvents. Aquests inclouen les pintures polvoritzades, atomitzadors per desodorants i fixadors de cabell, ruixadors d'oli vegetal per cuinar i ruixadors per protegir teixits.

## Gasos
Entre els gas és tenim les anestèsies mèdiques així com gasos que s'utilitzen en productes domèstics o comercials. Els gasos de les anestèsia s mèdiques inclouen el  èter, cloroform, halotà i òxid nitrós, comunament conegut com a gas hilarant. Entre aquests, l'òxid nitrós és el gas més abusat i pot ser trobat en els dispensadors de crema batuda i productes que incrementen els octanajes en vehicles de carreres. Entre els productes casolans i comercials que contenen gasos estan els encenedors de butà, tancs de gas propà, dispensadors de crema batuda i refrigerants.

## Nitrits
Sovint es considera als nitrits com una classe especial de inhalants. A diferència de la majoria dels altres inhalants que actuen directament sobre el sistema nerviós central (SNC), els nitrits essencialment dilaten els vasos sanguinis. Els nitrits inclouen el nitrit ciclohexílic,  nitrit isoamílic (amílic) i nitrit isobutílic (butil). El nitrit ciclohexílic es troba en els perfums ambientals. El nitrit amílic s'utilitza en certs procediments de diagnòstic i se'ls prescriu a alguns pacients per mals de cor.
Així mateix, mentre que els altres inhalants s'utilitzen per alterar l'estat d'ànim, els nitrits es fan servir principalment per intensificar el plaer sexual. Al carrer, se li dona el nom de  poppers  ("rebentadors") o  snappers  ("crujidores") a les ampolles de nitrit d'amil l'ús s'ha desviat il·legalment en aquesta direcció. El nitrit de butil és una substància il·legal que freqüentment s'empaca i es ven en petites ampolles que també es coneixen com a  poppers .
La inhalació dels anomenats  poppers  comporta un gran perill en combinació amb drogues estimulants ( speed , cocaïna), i pot afectar molt greument la salut, en cas de patir anèmia o en cas d'embaràs.